# Thomas Peinke
Thomas Peinke (* 1956 in Radebeul) ist ein deutscher Agraringenieur und Kaufmann. Er war Politiker und Funktionär der DDR-Blockpartei Demokratische Bauernpartei Deutschlands (DBD). 
Peinke besuchte die Fachschule, wurde Agraringenieur für Pflanzenproduktion und nach entsprechendem Fernstudium an der Universität Leipzig Diplom-Agraringenieur für Tierproduktion. Er leitete bis 1990 den Fuhrpark im VEG Tierproduktion Knauthain im Bezirk Leipzig. Seit 1991 ist er als selbstständiger Kaufmann tätig. Als Mitglied der DBD gehörte Peinke von 1986 bis 1990 der Volkskammer der DDR an. Später wurde er Mitglied und amtierender Vorstandsvorsitzender der Gartenpartei Sachsen.